# R Sculptoris
R Sculptoris är en halvregelbunden variabel av SRB-typ i stjärnbilden i Bildhuggaren. R Sculptoris var den första stjärnan i Bildhuggarens stjärnbild som fick en variabelbeteckning.
Stjärnan varierar mellan fotografisk magnitud +9,1 och 12,9 med en period av 370 dygn.

## Fotnoter
1. ↑  Variabelstjärnornas beteckningar börjar med bokstäverna R-Z, därefter A-Q , följt av RR-ZZ och AA-QQ, varefter de börjar betecknas med bokstaven V och ett ordningsnummer, från och med V335.